# Mossyrock
Mossyrock ist eine City im Lewis County im mittleren Südwesten des US-amerikanischen Bundesstaates Washington. Das U.S. Census Bureau hat bei der Volkszählung 2020 eine Einwohnerzahl von 768 ermittelt.

## Geografie
Mossyrock liegt auf 46°31'47" nördlicher Breite und 122°29'3" westlicher Länge und erstreckt sich über 1,1 km², die ausschließlich aus Landfläche bestehen.
Der Ort liegt rund 6 Straßenkilometer westlich des Mossyrock Dam und 13 km östlich des Mayfield Dam. Diese beiden Stauwerke stauen den Cowlitz River auf, der bei Longview (gegenüber von Portland, Oregon) in den Columbia River mündet.
Mossyrock liegt südwestlich des Mount Rainier, dem mit 4392 m höchsten Gipfel der Kaskadenkette. In unmittelbarer Nähe von Mossyrock liegen der Mount-Rainier-Nationalpark, der Snoqualmie National Forest und der Gifford Pinchot National Forest mit dem Mount St. Helens National Volcanic Monument.
Die nächstgelegenen Orte sind Morton (18,6 km östlich), Silver Creek (11 km westlich) und Harmony (4,9 km nördlich). Die nächstgelegenen Großstädte sind Seattle (163 km nördlich) und Portland, Oregon (152 km südsüdwestlich).
Durch Mossyrock verläuft mit dem U.S. Highway 12 eine fast die gesamten USA in west-östlicher Richtung durchziehende Fernstraße. Im Zentrum der Stadt trifft der Highway auf die State Routes 122.

## Geschichte
Die Geschichte von Mossyrock begann im Jahr 1852 mit der Gründung eines Handelspostens zu Füßen eines 61 Meter hohen moosbewachsenen Felsens (englisch: moss-covered rock).
Im Jahr 1948 wurde der Ort offiziell zu einer selbstständigen Kommune erhoben und bekam den Status City verliehen.

## Demografische Daten
Bei der offiziellen Volkszählung im Jahre 2000 wurde eine Einwohnerzahl von 486 ermittelt. Diese verteilten sich auf 187 Haushalte in 115 Familien. Die Bevölkerungsdichte lag bei 426,5 Einwohnern pro Quadratkilometer. Es gab 215 Wohngebäude, was einer Bebauungsdichte von 188,7 Gebäuden je Quadratkilometer entsprach.
Die Bevölkerung bestand im Jahre 2000 aus 90,3 Prozent Weißen, 0,2 Prozent Afroamerikanern, 1,9 Prozent Indianern und 0,2 Prozent Asiaten und 3,7 Prozent anderen. 3,7 Prozent gaben an, von mindestens zwei dieser Gruppen abzustammen. 6,8 Prozent der Bevölkerung bestand aus Hispanics, die verschiedenen der genannten Gruppen angehörten.
29,6 Prozent waren unter 18 Jahren, 11,3 Prozent zwischen 18 und 24, 26,3 Prozent von 25 bis 44, 19,3 Prozent von 45 bis 64 und 13,4 Prozent 65 und älter. Das mittlere Alter lag bei 32 Jahren. Auf 100 Frauen kamen statistisch 93,6 Männer, bei den über 18-Jährigen 102,4.

Das mittlere Einkommen pro Haushalt betrug 29.750 US-Dollar (USD), das mittlere Familieneinkommen 33.542 USD. Das mittlere Einkommen der Männer lag bei 30.938 USD, das der Frauen bei 16.250 USD. Das Pro-Kopf-Einkommen belief sich auf 12.216 USD. Rund 18,6 Prozent der Familien und 19,5 Prozent der Gesamtbevölkerung lagen mit ihrem Einkommen unter der Armutsgrenze.